# Lijst van onroerend erfgoed in West-Vlaanderen
Deze pagina bevat een overzicht van de lijsten van onroerend erfgoed in West-Vlaanderen, gerangschikt per Belgische gemeente. Het onroerend erfgoed maakt deel uit van het cultureel erfgoed in België.
- Lijst van onroerend erfgoed in Alveringem
- Lijst van onroerend erfgoed in Anzegem
- Lijst van onroerend erfgoed in Ardooie
- Lijst van onroerend erfgoed in Avelgem
- Lijst van onroerend erfgoed in Beernem
- Lijst van onroerend erfgoed in Blankenberge
- Lijst van onroerend erfgoed in Bredene
- Lijst van onroerend erfgoed in Brugge
- Lijst van onroerend erfgoed in Damme
- Lijst van onroerend erfgoed in De Haan
- Lijst van onroerend erfgoed in Deerlijk
- Lijst van onroerend erfgoed in Dentergem
- Lijst van onroerend erfgoed in De Panne
- Lijst van onroerend erfgoed in Diksmuide
- Lijst van onroerend erfgoed in Gistel
- Lijst van onroerend erfgoed in Harelbeke
- Lijst van onroerend erfgoed in Heuvelland
- Lijst van onroerend erfgoed in Hooglede
- Lijst van onroerend erfgoed in Houthulst
- Lijst van onroerend erfgoed in Ichtegem
- Lijst van onroerend erfgoed in Ieper
- Lijst van onroerend erfgoed in Ingelmunster
- Lijst van onroerend erfgoed in Izegem
- Lijst van onroerend erfgoed in Jabbeke
- Lijst van onroerend erfgoed in Knokke-Heist
- Lijst van onroerend erfgoed in Koekelare
- Lijst van onroerend erfgoed in Koksijde
- Lijst van onroerend erfgoed in Kortemark
- Lijst van onroerend erfgoed in Kortrijk A-E, F-J, K-O, P-Z
- Lijst van onroerend erfgoed in Kuurne
- Lijst van onroerend erfgoed in Langemark-Poelkapelle
- Lijst van onroerend erfgoed in Ledegem

- Lijst van onroerend erfgoed in Lendelede
- Lijst van onroerend erfgoed in Lichtervelde
- Lijst van onroerend erfgoed in Lo-Reninge
- Lijst van onroerend erfgoed in Menen
- Lijst van onroerend erfgoed in Mesen
- Lijst van onroerend erfgoed in Meulebeke
- Lijst van onroerend erfgoed in Middelkerke
- Lijst van onroerend erfgoed in Moorslede
- Lijst van onroerend erfgoed in Nieuwpoort
- Lijst van onroerend erfgoed in Oostende 1, deel 2
- Lijst van onroerend erfgoed in Oostkamp
- Lijst van onroerend erfgoed in Oostrozebeke
- Lijst van onroerend erfgoed in Oudenburg
- Lijst van onroerend erfgoed in Pittem
- Lijst van onroerend erfgoed in Poperinge
- Lijst van onroerend erfgoed in Roeselare 1, deel 2
- Lijst van onroerend erfgoed in Ruiselede
- Lijst van onroerend erfgoed in Spiere-Helkijn
- Lijst van onroerend erfgoed in Staden
- Lijst van onroerend erfgoed in Tielt
- Lijst van onroerend erfgoed in Torhout
- Lijst van onroerend erfgoed in Veurne
- Lijst van onroerend erfgoed in Vleteren
- Lijst van onroerend erfgoed in Waregem
- Lijst van onroerend erfgoed in Wervik
- Lijst van onroerend erfgoed in Wevelgem
- Lijst van onroerend erfgoed in Wielsbeke
- Lijst van onroerend erfgoed in Wingene
- Lijst van onroerend erfgoed in Zedelgem
- Lijst van onroerend erfgoed in Zonnebeke
- Lijst van onroerend erfgoed in Zuienkerke
- Lijst van onroerend erfgoed in Zwevegem